# Tihama
Tihama ili Tihamah (arapski: تهامة) je uski obalni pojas na Arapskom poluotoku uz Crveno more, podijeljen između Saudijske Arabije i Jemena. 
U širem smislu, Tihama ide od Akapskog zaljeva na sjeveru do tjesnaca Bab-el-Mandeb. U užem smislu, koji se danas češće koristi, Tihama se odnosi samo na južni dio obale, od luke Jeddah dalje na jug, paralelno s Asirom i Jemenom.

## Zemljopisne karakteristike
Za razliku od unutrašnjosti, Tihama je suha ravnica, puna pješčanih dina, s rijetkim 
oazama. Veća naselja u Tihami su; Al Hudaida, Moka i Zabid u Jemenu, te Džizan, Al-Kunfuza, i Al-Lis u Saudijskoj Arabiji. 
Obale Tihame su opasne za plovidbu, jer su pune pličina i hridi, i bez luka posebno na sjevernom dijelu.
U današnje vrijeme Tihama se dijeli na tri dijela, po regiji u unutrašnjosti s kojom graniči; 
sjeverni dio je Tihama al Hidžaz, srednji dio Tihama Asir, a južni dio Tihama al Jemen. Srednji i južni dio pripadaju obalnoj pustinjskoj ekoregiji.
Starija europska podjela, također je poznavala tri dijela Tihame;
- Obalna Tihama

Pješčani pojas uz more, do kojeg ne dopire nijedan planinski vadi, jer prije toga zbog visoke temperature presuši. U tom pojasu rijetke kiše padnu samo tokom ljetnih mjeseci, i to kao kratke žestoke oluje. Na malo plodnih polja, koja imaju dovoljno vlažnosti, uzgaja se proso, kukuruz i lucerna. Stanovnici rijetkih mjesta na obali, bave se uglavnom ribolovom, brodarstvom i trgovinom.
- Visoravan Tihama

Pojas pored obalnog, na visoravni od 50 do 250 metara visine, na kojem su rijetke kiše moguće od maja do septembra, i koji ima više uvjeta za ratarstvo na terasastim poljima, do kojih ipak dopiru neki vadiji planina. Taj pojas je bogatiji i gušće naseljen.
- Planinska Tihama

Pojas dubokih dolina planinskih vadija, na nadmorskoj visini od 700 metara. To je pojas gdje vadiji tokom cijele godine imaju vodu, i tu se uzgajaju različite tropske kulture, zbog tog je najgušće naseljen.
Temperature u obalnoj Tihami su izuzetno visoke, to je jedno od najvrućih mjesta na zemlji,  
normalan ljetni dan u Al Hudaida može biti 43 °C uz vlažnost od oko 40-60% u podne, što kod većine ljudi izaziva toplinski udar. Jedino lokalni stanovnici mogu izdržati te vrućine, čak ni planinski Jemenci nisu u stanju izdržati dugo u Tihami.

## Vanjske poveznice
- Tihamah. Fotografije iz Tihame Pascala Meuniera